# Зорка Тодосић
Зорка Тодосић (Нови Сад, 1. април 1864 – Београд, 28. децембар 1936) била је позната српска глумица, више од 20 година првакиња Народног позоришта у Београду. Нарочито се истицала као субрета у оперетама и у певачким улогама у комадима из народног живота, да би се у зрелијим годинама доказала у комедији и драми. Глумила је насловну улогу у првом извођењу Коштане. Заузима посебно место у галерији наших најзначајнијих позоришних уметница као велика трагеткиња и првокласна оперетска певачица, која је носила главне оперетске улоге и кроз њих популаризовала оперету у Србији. Умрла је помраченог ума и готово заборављена.

## Порекло
Зорка Тодосић потиче из познате позоришне династије Поповића, коју чини око петнаест глумачких имена. Већина ових имена најдуже се задржала у Српском народном позоришту у Новом Саду, али је добро била заступљена и у Народном позоришту у Београду и у Хрватском народном казалишту у Загребу. Зоркин деда по мајци, прота Лука Поповић, био је познат љубитељима црквеног појања у Сремским Карловцима и у Врањеву. Сва његова деца бавила су се глумом. Међу глумачким именима позоришне династије Поповић били су ћерке Катица, Драгиња Ружић, супруга глумца Димитрија Ружића, Јелисавета-Јеца удата за Перу Добриновића, Софија удата за капелника Аксентија Максимовића, и Зоркина мајка Љубица, удата за глумца Димитрија Коларовића и синови Лаза и Паја Поповић. Касније су ову традицију наставили и унуци. Поред Зорке глумом су се успешно бавили и Емилија Поповић, Милка (Вујић) Марковић, Лука Поповић и његове сестре Зорка Поповић—Премовић и Даница Поповић. Последњи изданци ове династије били су праунуци проте Луке, Димитрије Митица Марковић и Љубица Тодосић, талентована глумица која је умрла веома млада. Ова најбројнија глумачка династија која је икада владала на јужнословенским позорницама, трајала је све до 1949. године. Они су једно време сачињавали половину трупе Српског народног позоришта у Новом Саду.

## Детињство и младост
Зорка Тодосић, рођена Коларовић родила се 1. априла 1864. године у Новом Саду, као старије од двоје деце у породици глумачког пара Димитрија и Љубице Коларовић. Још као девојчица, 1868. године, преселила се са родитељима у Београд. Родитељи су Зорки пружили одлично образовање и васпитање. После основне школе она завршава тада чувену Вишу женску школу у Београду, у коме је научила немачки, француски и клавир (односно да свира валцере, игре и сентименталне песме, оперете и да прати себе при певању) и у тадашњој Србији важила је за веома образовану даму.

## Глумачки почеци
У време када је Зорка почела да се бави глумом нису постојале школе глуме. Глумци су се школовали на сцени, па је какав ће ко глумац постати често зависило од трупе у којој је глумио, него од стварног талента. Зорка Тодосић имала је таленат, али и срећу да јој први учитељи буду Даворин Јенко и Тоша Јовановић. Јенко јој је пружио одлично музичко васпитање, чак и компоновао за њу песме у опери Роберт ђаво Ђакома Мајербера. Тоша Јовановић дао јој је прве поуке о позоришној уметности.
Одрастајући у театарском окружењу, са оба родитеља глумца, Зорка се још као дете појављивала на позорници. Прве кораке на позоришној сцени направила је већ 1868. године у комаду Сан Краљевића Марка, када јој је било свега четири године. била је једина међу вршњацима чије је име оглашавано на плакатима поред дечјих улога. За свој рад добијала је хонорар. Након завршене Више женске школе две године је играла као волонтер у Народном позоришту.

### Прве улоге
- Виљем Тел (Фридрих Шилер)
- Владимир и Косара (Лазар Лазаревић)
- Јелисавета (Ђура Јакшић)
- Роман сиромашнога младића (Октав Феје)
- Циганин (Еде Сиглигети)
- Пркос (Јулиус Родерих Бенедикс)

## Професионални рад
Године 1877. под управом Милорада Поповића Шапчанина, Зорка, тада још увек Коларовић, добија прву професионалну улогу у Народном позоришту - улогу Јеле у представи Пркос, да би са 16 година већ играла сентименталне улоге у комадима Шумска ружа (Волфганг Милер), Марија кћи пуковније (Жан Бајар) и Мезимче. Убрзо, из ликова сентименталних девојчурака улази у девојачке улоге када почиње да заводи шири круг обожавалаца креирањем улога љубавница. Од 1878. године позоришни анали бележе је као професионалну глумицу.
Својим изгледом, шармом, темпераментом, а првенствено својом глумом Зорка привлачи пажњу позоришне критике и публике. Она врло брзо постаје љубимица ондашњег Београда. Обожавали су је критичари, гледаоци, режисери, управници, колеге глумци...
Зоркин уметнички узлет прекида њена удаја за удовца Милана Теодосијевића, који се убрзо разбољева, па она проводи шест година негујући га. Током шестогодишње паузе (од 1880. до 1886. године) играла је у две представе, у улози Еве Вебстерове у Библиотекару у режији Милоша Цветића (1881) и Јелке Чизмићеве у Сеоској лоли(1885).

### Повратак на сцену
Након мужевљеве смрти, 1886. године, Зорка се враћа на сцену и постаје редован члан београдског Народног позоришта у улози Илке Етвесеве у представи Рат у миру. Од 1887. године њено име појављује се све чешће на позоришним плакатима, aли са грешком. Уместо као Теодосијевићка на једном плакату потписана је као Тодосићка и грешка се изнова понавља, па тако Тодосић постаје њено усвојено презиме.
Зорка Тодосић је у првој етапи свога уметничког стварања тумачила многе певачке улоге у комадима с певањем, водвиљима и оперетама. Године 1894. повлачењем са сцене Марије Цветић, Зорка замењује у главним улогама. Са Рајом Павловићем и Добрицом Милутиновићем она је била једна од првих солиста у позоришном хору. Према схваћеном карактеру улога с певањем, Зорки Тодосићки је додељена и прва улога Коштане у истоименој представи Боре Станковића, чија је премијера била 22. јуна 1900. Иако је прво извођење пратио неуспех који се огледао кроз слабу посећеност представе, Зорка је ову улогу играла наредних 6 година.
У периоду од 1895. до 1908. године Народно позориште пролази кроз период у коме модерна француска, руска и немачка позоришта постају узор. Посебан значај имала су гостовања европских глумачких трупа од којих су београдски глумци имали прилику да науче нови уметнички, првенствено француски, стил глуме. Почели су да се стварају глумачки парови за тумачење главних улога: носилац ових комада постала је Зорка Тодосић, заједно са партнерима Богобојем Руцовићем и Милорадом Гавриловићем. Нарочито су запажене њене улоге у представама: Доктор Окс, Федора, Досадан свет, Ни око шта, Чергашки живот, Заза, Загонетка и многим другим. Све Молијерове субрете биле су у њеним рукама: Дорина у Тартифу, Тонета у Убраженом болеснику, Мартина у Силом лекар. Истовремено, Зорка Тодосић гради улоге и у озбиљној драми и друштвеној комедији Посебно се истиче улогама у представама: Код белог коња, Мадам Сан-Жен, Разведимо се, Бубурош, Ливничар, Полусвет, Чергашки живот.
У августу 1905. године умире њена ћерка Љубица. Оставши сама, Зорка се још више везује за позориште. Од позоришне сезоне 1904/1905. године она се враћа комедији у улози седих госпи. У народним комадимам, нарочито у Стеријином репертоару била је незамењива. Остаће запамћена њена остварења у комадима Зла жена и Покондирена тиква, као и Јулишка у Нушићевом комаду Пут око света. Са 44 године, 7. марта 1908. године Зорка Тодосић прославила је јубилеј - 20 година професионалног играња на сцени Народног позоришта, насловном улогом у представи Мамзел Нитуш. Прославу су својим присуством увеличали и принц Павле и принцеза Јелена. Године 1902. у пензију се повлачи чувена Милка Гргурова, а 1908. умиру Вела Нигриноваи Софија Цоца Ђорђевић тако да од 1908. па до пензионисања Зорка Тодосић остаје водећа звезда београдског Народног позоришта.
Пред сам крај каријере Зорка Тодосић пружила је свој допринос оснивању Народног позоришта у Скопљу глумећи у преставама Господин Алфонс, Миш, Пркос, као и у својој незаборавној креацији Зле жене, Јована Стерије Поповића.

### Крај каријере
Изузетна каријера Зорке Тодосић била је насилно прекинута. Већ 1913. њене колеге почеле су да примећују да она почиње да заборавља текст и чудно се понаша на сцени, што је било необично, обзиром да је била позната по изванредном памћењу и беспрекорном знању улога. Оболела је од тешке душевне болести и изгубила памћење, често се чак не сећајући нити да постоји позориште, нити да је била глумица. Последњи пут се на сцени Народног позоришта појавила пред почетак Првог светског рата, као удовица Софија у Нушићевом Обичном човеку, а затим 1915. године у Скопљу играла последњи пут у животу. Након завршетка Првог светског рата вратила се у Београд где је, 1919. године, пензионисана у својој 55. години.

## Радијско певање
Kада је Радио Београд, 24. марта 1929. године, почео са емитовањем свог програма, музика се преко радио-таласа емитовала на два начина: уживо или с грамофонских плоча. Певање уживо подразумевало је наступ у студију, уз пратњу клавира или оркестра или директан пренос из неке од познатих београдских кафана. На Радију су тада певали познати драмски и оперски уметници, међу којима је била и Зорка Тодосић

## Живот ван сцене
Неодољивом шарму Зорке Тодосић нису одолели многи љубитељи сцене и позоришта, а међу најватренијим обожаваоцима били су композитор Стеван Шрам, глумац и певач Стеван Дескашев и песник Војислав Илић.

### Љубав Војислава Илића
Своју љубав према Зорки Тодосић Војислав Илић је овековечио у песмама Молитва и Љубав. Зоркиним именом је почињао сваки дан песникове младости. Љуби је Војислав "више него свет", за њом "гине, вене", због ње, немир му "стисн'о груди", а срце му "пуно студи". За њу је написао и познату песму Увео цвет. Зорка се није обраћала пжњу на заљубљеног песника, а он је и поред тога њоме био дуго опседнут. Њено име је дао и јунакињи свог највећег спева Рибар. Песник је чак и својој првој ћерки, коју је добио у браку са супругом Тијаном, ћерком Ђуре Јакшића, дао њено име. Према неким писањима, Зорка је тада волела глумца Стевана Дескашева, који јој је био партнер у комадима с певањем.

### Брак
Многи млади и богати Београђани опседали су је, желећи да је одвоје од позоришта и њоме се ожене. Како би стишао ову запаљиву атмосферу, отац одлучује да је, у седамнаестој години, уда за удовца Милана Теодосијевића, благајника штедионице у Земуну. Зорка није имала избора, па се 21. септембра 1880. године удаје, у својој 17. години. Већ следеће године Зорка добија ћерку Љубицу. Следеће године њен супруг се разбољева од неизлечиве прогресивне парализе, па Зорка напушта позориште и посвећује му се, све до његове смрти. За тих шест година наступала је у само две представе и певала на концертима хуманитарних друштава. Вратила се позоришту 1887. године, пошто је Милан умро и наставила да васпитава њихову ћерку. У браку са Миланом Теодосијевићем Зорка је родила шесторо деце, која су сва преминула. Најдужи век доживела је ћерка Љубица Теодосијевић, удата Спиридоновић.

### Смрт ћерке
У августу 1905. године, други трагични удар задесио је Зорку Тодосић, када јој, од туберкулозе, умире ћерка Љубица. Kолико је Зорка била неутешна болом, сведочи њен племенит чин када је Глумачком клубу Народног позоришта најавила да своју кућу завештава за глумачку сирочад под именом Љубица, у спомен своје рано преминуле јединице. Након смрти једине ћерке, која је такође окушала срећу у позоришту, оставши сама, она се још више везује за позориште.

### Болест и смрт
Године 1913 Зорка је почела да осећа прве симптоме тешке психичке болести, да би 1919. године била пензионисана и готово отерана с позорнице. Даљи њен живот најбоље описује аутор књиге Знамените жене Србије, Жика Марковић:
| „ | Умно поремећена тражила је свакодневно нешто око Позоришта. Многи су је препознавали, али нису желели ништа да је питају. Онда је седела на степеницама Позоришта, а да сигурно није знала, да је то била њена радна кућа. Трчала је око зграде. Некада викала, а некада ћутала. Носила је штап и нешто претила. Оно што су им дланови били отврдили од аплауза упућених њој више је нису примећивали. Нове генерације које су долазиле пред позориште нису ни сањале да пред собом имају велику примадону. Била је за све нека Луда Зорка. | ” |

Сурова болест учинила је да се свет клони од ове миљенице београдске сцене, коју је болест наружила и клептоманијом. Била је то тешка судбина глумице која је рођена у позоришту, живела у њему и за њега. Умрла је 28. децембра 1936. године у Београду, у својој 72. години. Њеној сахрани присуствовао је велики број личности из уметничког света, неколико старих Београђана који памте славу велике глумице и доста старих, мало познатих глумаца из провинцијских и путујућих позоришта, који су са Зорком ударали темеље позоришној уметности. На самом гробљу са Зорком опростила се и првакиња драме Жанка Стокић, њена ученица и наследница њеног репертоара, која је тада рекла да је Тодосићева „грешком залутала међу Србе, јер је њено право место било међу уметницима Беча или Париза”. Поводом њене смрти oбјављени су бројни текстови у београдским листовима са посебним освртима на њена глумачка остварења и успехе. Међу њима се посебно издваја одломак из написа Милана Грола у Српском књижевном гласнику, који је њен животопис завршио следећим речима:
| „ | Пошто је отерана с позорнице, била је осуђена да годинама живи у незнању о свету и себи, и да умре у времену у коме су се изгубила и последња сећања на њу. Кад су бацили и последњи ашов земље над њом, гробари су могли рећи, као онај дечак у причи Илије Станојевића: Кажу да је била глумица... | ” |